# ファントマ 電光石火
『ファントマ 電光石火』（Fantômas se déchaîne）は1965年のフランスのコメディ映画。フランスの人気小説シリーズ『ファントマ』シリーズを映画化した作品で、三部作の二作目である。前作より活劇に主眼をおいて製作されている。
監督はアンドレ・ユヌベル。出演はジャン・マレー、ミレーヌ・ドモンジョ、ルイ・ド・フュネスなど。この作品でルイ・ド・フュネスの息子（オリヴィエ・ド・フェネス）がミレーヌ・ドモンジョの弟役で親子共演を果たした。
オープニングタイトルのアニメーションは、前作「ファントマ 危機脱出」の内容をダイジェストしたものとなっている。
日本では、2006年にリバイバル公開された。

## あらすじ

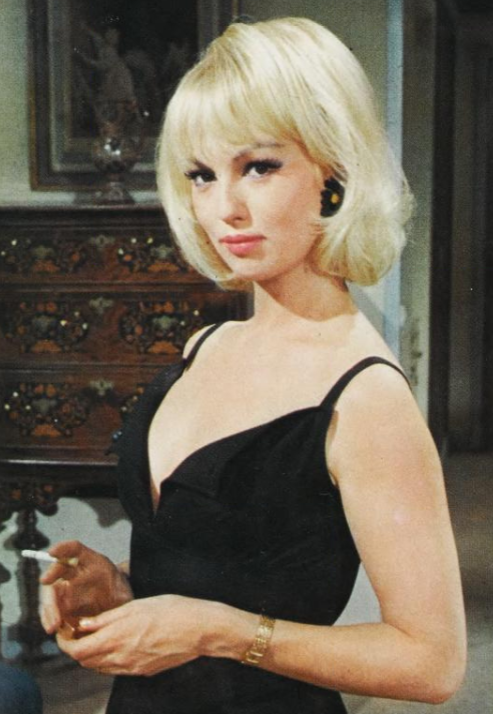
ミレーヌ・ドモンジョ

ジューヴ警視は怪盗ファントマの捜査に貢献したことでレジオンドヌール勲章を受ける。その受賞祝賀会の際、ファントマからのメッセージが届けられる。ファントマはまず部下達と一緒に研究所に侵入してマルシャン教授を拉致する。その事件のため、ジューヴ警視はTV番組に出演して市民たちを安心させようとするが、出演中のテレビ画面が突然変わって、青い仮面を被ったファントマが姿を見せて次の犯行を予告する。一方、ルフェーヴル教授は記者会見で研究成果を発表するが、その場に新聞記者であるファンドールと恋人のエレーヌが参席していた。エレーヌはルフェーヴル教授の身に危険が迫っている言い当てる。なぜならマルシャン教授とルフェーヴル教授の研究主題は催眠とテレパシー分野で互いに密接に関連するからである。もし二人の研究結果がファントマのような犯罪者の手に落ちると、その知識は悪用されるからである。
ファンドールはルフェーヴル教授に変装してルフェーヴル教授の自宅を訪ねて、身代わりとしてローマの学会に参席する計画を教授に告げる。エレーヌはルフェーヴル教授に変装したファンドール、弟ミシェルと共に列車でローマへ向かう。ファントマを逮捕する目的でジューヴ警視とベルトラン警部も同じ列車で移動する。しかし、ルフェーヴル教授は自宅で、ファンドールの下手なインターヴューの対応に憤慨して、ローマへ自ら赴くこととした。ファントマもルフェーヴル教授のラテックス仮面を被って学会場に忍び込み、結果的に三人のルフェーヴル教授が学会場に現れて、騒動が起こる。ジューヴ警視やファンドールの計画は失敗して、その渦中でエレーヌ、ミシェル、本物のルフェーヴル教授が誘拐される。
偶然に仮装舞踏会の情報を入手したファンドール、ジューヴ警視、ベルトラン警部は秘密兵器を用意してファントマを捕える作戦を実行する。しかし、その三人も逆にファントマとその一党により拉致される。ファントマの地下基地に関係者全員が捉えられた。ところが、マルシャン教授とルフェヴル教授は一定な距離で人に催眠術をかける装置を開発したことで、マルシャン教授はそのテレパシー装置を使って武装したファントマの部下達を無力化して、ファンドールとジューヴ警視を支援する。形勢が逆転するとファントマは逃走して、ファンドールとジューヴ警視は車で追跡する。ファントマは自分のシトロエンDSを車に装着された引き込み式翼とジェットエンジンで飛行機に変換し、ファンドールとジューヴ警視の追跡から逃れる。ジューヴ警視とファンドールは追跡を諦めず駐機中の飛行機に乗ってファントマに追いつく。ジューヴ警視は用意したテレパシー装置でファントマと戦うために飛行機の扉を開けるが、落下傘が無いまま墜落してしまう。ファンドールは落下傘を使ってジューヴ警視を救助して、その間にファントマは遙か彼方に逃亡する。

## キャスト
| 役名           | 俳優                 | 日本語吹替                         | 日本語吹替                               |
| 役名           | 俳優                 | TBS旧版                            | TBS新版                                  |
| -------------- | -------------------- | ---------------------------------- | ---------------------------------------- |
| ファントマ     | ジャン・マレー       | 山内雅人                           | 森山周一郎                               |
| ファンドール   | ジャン・マレー       | 横森久                             | 伊武雅之                                 |
| ルフェヴル教授 | ジャン・マレー       |                                    | 島宇志夫                                 |
| エレーヌ       | ミレーヌ・ドモンジョ | 赤沢亜沙子                         | 上田みゆき                               |
| ジューヴ警視   | ルイ・ド・フュネス   | 早野寿郎                           | 滝口順平                                 |
| ベルトラン警部 | ジャックス・ディナム |                                    | 峰恵研                                   |
| 編集長         | ロバート・ダルバン   |                                    | 藤本譲                                   |
| 不明 その他    |                      |                                    | 千田光男                                 |
|                |                      |                                    |                                          |
| 演出           | 演出                 |                                    | 長野武二郎                               |
| 翻訳           | 翻訳                 |                                    | 進藤光太                                 |
| 効果           | 効果                 |                                    | 新音響                                   |
| 調整           | 調整                 |                                    | 広瀬幸男                                 |
| 制作           | 制作                 |                                    | ニュージャパンフィルム                   |
| 解説           |                      |                                    |                                          |
| 初回放送       | 初回放送             | 1969年8月29日 『金曜ロードショー』 | 1976年5月24日 『土曜招待席』 14:30-16:00 |

## スタッフ
- 監督：アンドレ・ユヌベル
- 原作：マルセル・アラン、エミール・スーベストル
- 脚本：ジャン・アラン、ピエール・フーコー
- 撮影：レイモン・ルモワーニュ
- 音楽：ミシェル・マーニュ